# Hamburger SV
Hamburger Sport-Verein, ofta kallad HSV, är en fotbollsklubb i Hamburg i Tyskland. HSV har blivit tyska mästare sex gånger (senast 1983) och var i slutet av 1970-talet och början av 1980-talet bland de bästa i Europa med bland annat seger i Europacupen 1982/83. Fram till 2018 var HSV den enda klubb som spelat samtliga säsonger av Bundesliga sedan starten 1963. Hemmamatcherna spelas på Volksparkstadion.

## Historia
HSV är sedan lång tid tillbaka storlaget i Hamburg och har sedan 1920-talet tillhört Tysklands bästa lag. HSV skapades precis som många andra tyska storlag genom gemensamma satsningar och fusioner av olika klubbar. 1919 skapades HSV då klubbarna SC Germania (grundad 1887), Hamburger FC (grundad 1888) och FC Falke 1906 slog sig samman. Till en början använde man klubbnamnet Hamburg 88-Germania-Falke. Klubbfärger är desamma som staden Hamburg - en vit tröja med röda byxor. Klubbmärket tog man från SC Germania och klubben räknar sitt grundade som 1887 då Germania grundades vilket gör HSV till en av de äldsta klubbarna i den tyska elitfotbollen.

### Klubbfärger och vapen

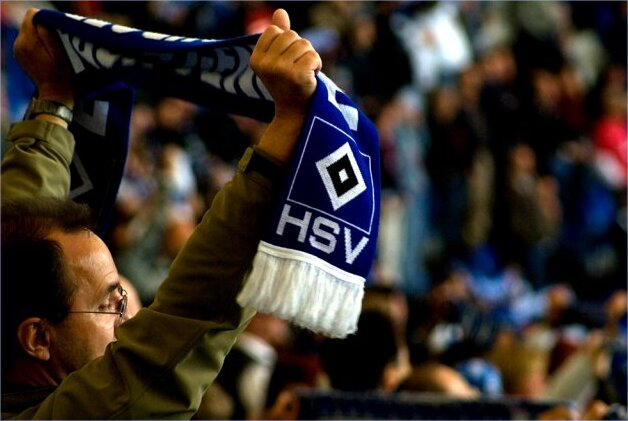

Hamburger SV:s klubbfärger kommer från staden Hamburgs färger, de hanseatiska färgerna rött och vitt. Från en av ursprungsklubbarna, SC Germania, kommer klubbmärket. Den blå bakgrunden sägs ha sin bakgrund i flaggsignalen Blaue Peter som står för "alle man ombord" 

### Hamburgs uppgång till en av de stora
1921 blev Hamburger SV mästare i en av de två lokala högstaligorna i Hamburg och vann det nordtyska mästerskapet efter segrar mot Hannover 96. 1922 gick Hamburg till final i tyska mästerskapet mot 1. FC Nürnberg men matchen avbröts efter 189 minuter utan ett avgörande med flera spelare som skadats. Domaren Peco Bauwens avbröt matchen och Hamburg ansågs ha agerat osportsligt och Nürnberg korades till mästare vilket senare togs tillbaka. Senare tilldelades Hamburg mästerskapet men valde att avböja - därför korades ingen tysk mästare i fotboll 1922. 
1923 kunde Hamburger SV däremot för första gången bli tyska mästare via att ta hem Alsterkreisliga och Nordtyska mästerskapet och sedan slutspelssegrar mot Guts Muts Dresden och VfB Königsberg. I finalen mötte HSV SC Union Oberschöneweide och vann. HSV hade faktiskt en svensk, Otto Carlsson, i laget som var ett av Sveriges tidiga utlandsspelare. År 1928 vann laget sitt andra tyska mästerskap efter finalseger mot Hertha Berlin. Dominanterna vid denna tid var SpVgg Fürth och 1. FC Nürnberg.

### Tredje riket
När nazisterna tog över makten ändrades ligasystemen där 16 Gauligor infördes. Hamburg spelade i den regionala högstaligan Gauliga Nordmark som omfattade Hamburg, Schleswig-Holstein och Mecklenburg. Hamburger SV vann Gauliga Nordmark (Gauliga Hamburg) 1937, 1938, 1939, 1941 och 1945. Den stora konkurrenten var Eimsbütteler TV. Hamburger SV var troget regimen där många medlemmar blev medlemmar i nazistpartiet, SA och SS och judiska medlemmar uteslöts.

### Dominans i Oberliga Nord (1946–1963)
Efter kriget startar HSV upp verksamheten igen i det sönderbombande Hamburg. Staden och laget kommer snabbt tillbaka och HSV kan återta sin roll som storlaget i norr. HSV vinner alla säsonger av Oberliga Nord förutom 1949 och 1954. Oberliga Nord var en av de regionala högstaligorna i Västtyskland efter kriget. Den nya stjärnan är Uwe Seeler som 1954 debuterar i landslaget. Hamburg når finalen i tyska mästerskapet 1957 och 1958 men förlorar båda gånger mot Borussia Dortmund respektive FC Schalke 04. Ledande spelarna var Jupp Posipal och Fritz Laband som blev världsmästare med Tyskland 1954. 
Uwe Seeler utvecklas till klubbens nya galjonsfigur och firad anfallare även i landslaget under nästan två decennier. En annan stjärna i HSV är Gert Dörfel. När HSV blir tyska mästare 1960 efter seger i dåtidens mästerskapsfinal mot FC Köln är det Seeler (2) och Dörfel som gör målen när Hamburg vinner med 3–2 inför 71 000 åskådare i Frankfurt. I Europacupen för mästarlag når Hamburg semifinal men förlorar där mot FC Barcelona. 1963 vinner Hamburg för första gången tyska cupen, DFB-Pokal, efter finalseger med 3–0 mot Borussia Dortmund.

### Bundesliga (1963–1979)

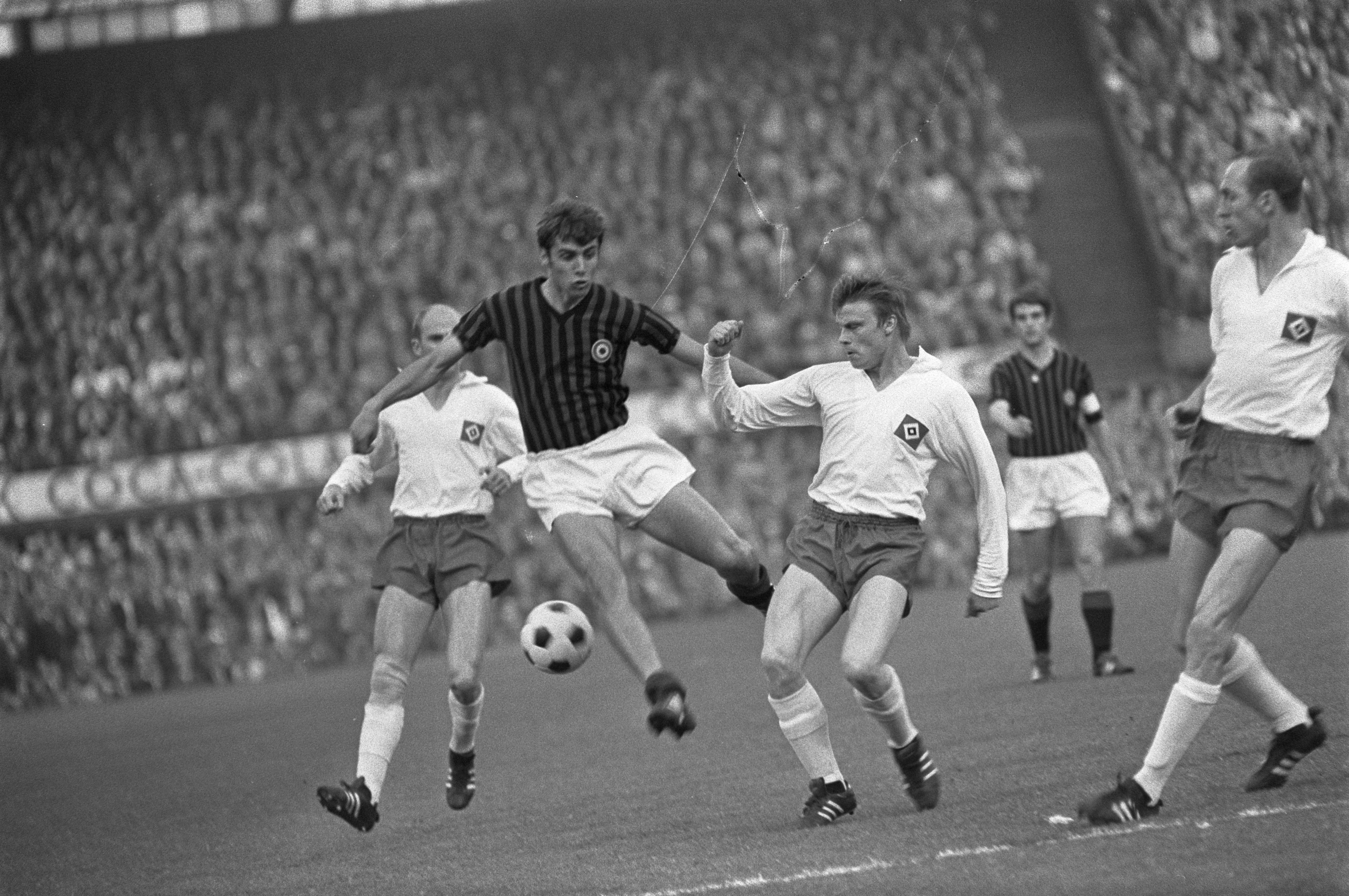
Cupvinnarcupfinalen 1968 mellan Hamburger SV och AC Milan.

1963 är HSV med i den första upplagan av Bundesliga. Efter det tidiga 60-talets framgångar lyckas klubben inte ta några nya titlar under 1960-talet. Man är nära, bland annat når man final i Cupvinnarcupen 1968 och tyska cupfinalen två gånger. 1970 deltar liberon Willi Schulz och anfallaren Uwe Seeler i VM i Mexiko. Duon var även med fyra år tidigare och tillhör de ordinarie i landslaget. Seeler blir dessutom ny rekordman: 21 VM-matcher betyder nytt rekord (slaget 1998) och fyra VM-turneringar innebär nytt tyskt rekord (slaget 1998).
I början av 1970-talet börjar nya satsningar och 1973 vinner HSV sin första titeln sedan 1963 - Ligacupen. HSV värvar nya spelare som bland annat Manfred Kaltz och kan etablera sig i toppen av Bundesliga. 1976 vinner man tyska cupen och därmed sin första stora titel sedan 1963. I Hamburgs cupvinnarlag spelade bland andra Rudi Kargus, Manfred Kaltz, Horst Blankenburg, Peter Nogly och Georg Volkert.

### Framgångsår i Bundesliga och Europa (1976–1987)

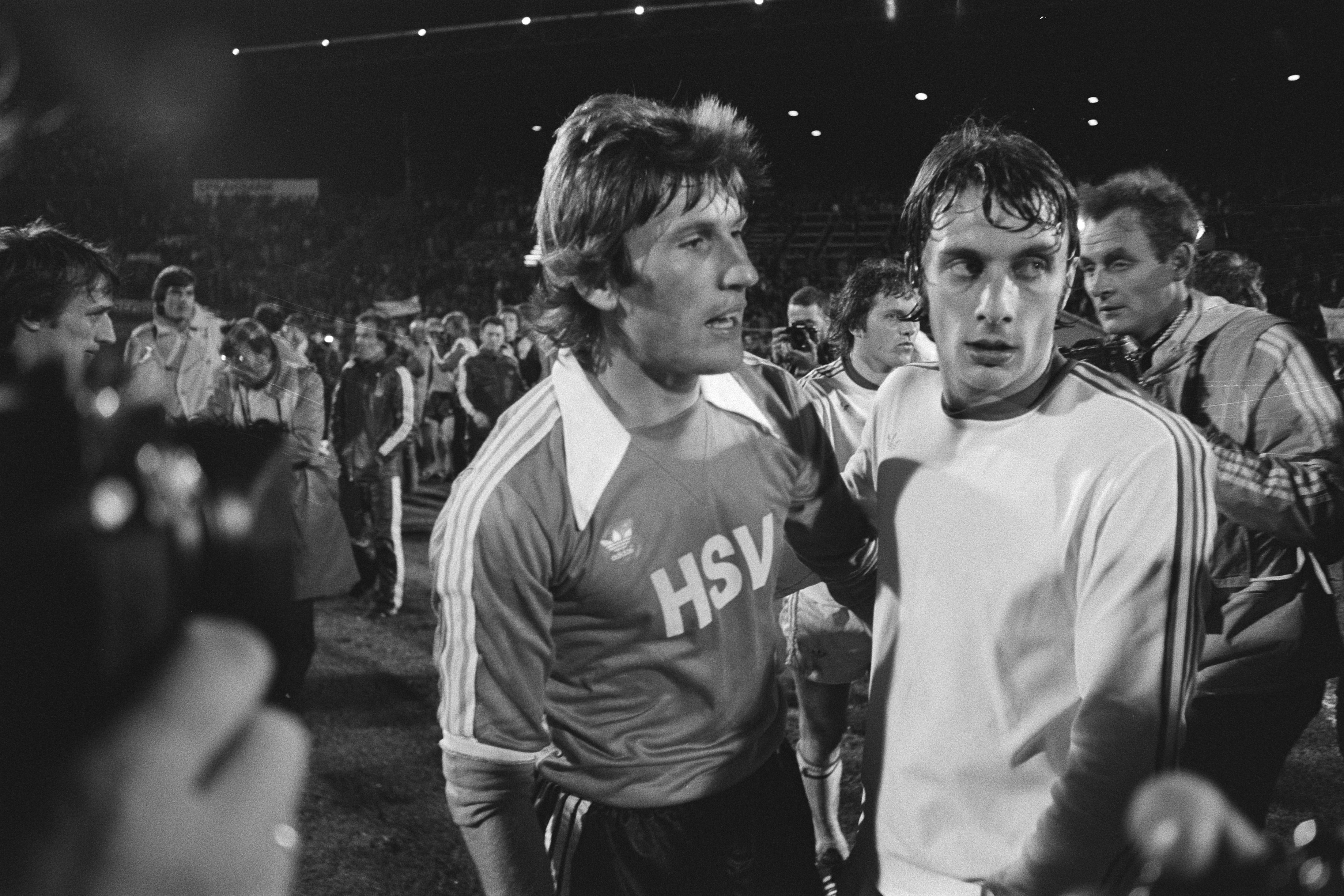
Hamburgs landslagsback Manfred Kaltz var nyckelspelare under framgångsåren.

HSV:s mest framgångsrika period i klubbens historia hittills är mellan 1976 och 1987 då klubben var bland de bästa i Europa och dominerade på hemmaplan. Segern i tyska cupen 1976 följdes upp av segern i Cupvinnarcupen 1977. 1979 blev man tyska mästare för första gången sedan 1960 och ett stort firande tar vid. Tränare var Branko Zebec. I mästarlaget återfanns bland andra Rudi Kargus, Manfred Kaltz och Kevin Keegan. 1980 når Hamburger SV för första gången finalen i Europacupen för mästarlag men förlorar mot engelska Nottingham Forest. 1982 är man åter i en europeisk cupfinal men förlorar överraskande mot IFK Göteborg med 1-0 på bortaplan och sedan med 3-0 på Volksparkstadion. 
Vid samma tid fick klubben nya landslagsspelare: Manfred Kaltz och Horst Hrubesch spelade framträdande roller när Västtyskland vann EM-guld 1980 och flera andra fick chansen i landslaget (bland annat Jimmy Hartwig och Peter Nogly). Man var inte heller främmande för stora transfers: Kevin Keegan hämtades från Liverpool FC och Tysklands största spelare genom tiderna, Franz Beckenbauer, återvänder från USA för spel i HSV. En rad lyckosamma värvningar sker där man förutom Kaltz och Hrubesch värvar spelare som Felix Magath, Wolfgang Rolff och Uli Stein till klubben. En av profilerna i klubbledningen är den gamla storspelaren Günter Netzer som är manager.

### Europacupmästare 1983

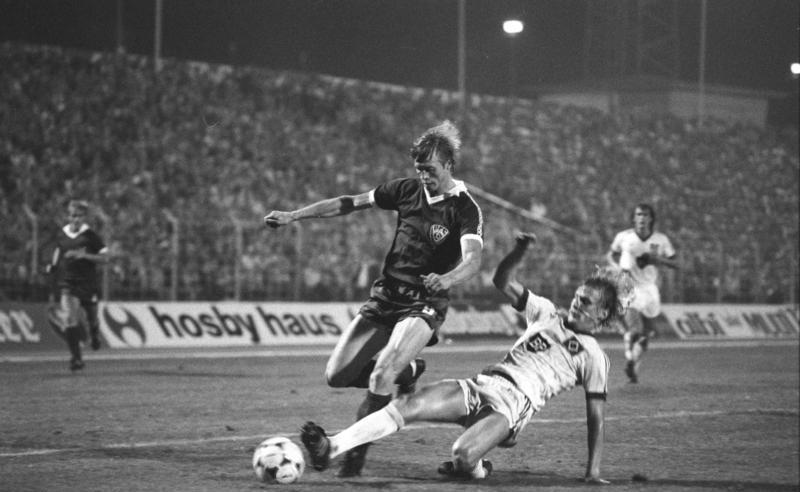
BFC Dynamo-Hamburger SV i Europacupen 1982.

1983 kan inget stoppa den hårdsatsade klubben som går hela vägen i mästarcupen. Via segrar mot BFC Dynamo, Olympiacos, FC Dynamo Kiev och Real Sociedad når laget finalen i Aten. I finalen besegrar Hamburg det italienska storlaget Juventus med 1-0 efter att playmakern Felix Magath gjort segermålet. Tränaren för laget var den legendariske österrikaren Ernst Happel. HSV:s rekordsvit för antalet matcher som obesegrade i Bundesliga kommer från säsongerna 1982-1983 då laget var obesegrade i 36 matcher.
Efter 1983 tar Bayern München tillbaka rollen som Tysklands dominerade storklubb och HSV kunde inte längre dominera som klubben gjort i början av 1980-talet. 1986 lämnar Günter Netzer rollen som manager och 1987 slutar Ernst Happel som tränare. 1987 vinner Hamburg tyska cupen efter finalseger mot Stuttgarter Kickers som är klubbens senaste stora titel. Flera trotjänare lämnade klubben däribland, Manfred Kaltz och Ditmar Jakobs.

### Mittenlag

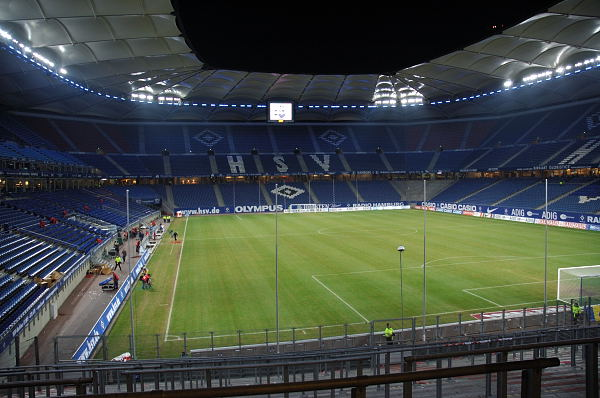
Volksparkstadion är en av Europas modernaste arenor.

Under hela 1990-talet försökte HSV knyta an till det framgångsrika 80-talet. Klubben kunde inte komma tillbaka till toppen utan istället behöll Bayern München sin dominans och Borussia Dortmund blev istället laget som utmanade München. HSV hade få landslagsmän och blev ett mittenlag. I slutet av 90-talet fick man ny fart i klubben och under tränaren Frank Pagelsdorf lyckades klubben åter nya en topplacering när man 1999 kom trea. Tredjeplatsen gav en plats i UEFA Champions League där klubben spelade 2000. HSV spelade bland annat en klassisk match mot Juventus FC hemma i Hamburg som slutade med 4-4. Klubben satsade vidare bland annat genom byggandet av ett helt nytt Volksparkstadion som efter renoveringen istället fick sponsornamnet AOL Arena. Sedan 2015 heter arenan återigen Volksparkstadion. Men på planen har man inte kunnat få kontinuitet och har de senaste åren blandat och gett med bra resultat blandade med mindre bra.

### Champions League
HSV inledde säsongen 2004-2005 svagt och klubbens ständiga ambitioner att klättra uppåt i tabellen motsvarade inte det man presterade på plan. Tränaren Klaus Toppmöller sparkades och Thomas Doll tog över som tränare. Doll, med ett förflutet som spelare i HSV, hämtades från klubbens amatörlag. Doll lyckades gjuta nytt liv i laget som klättrade i tabellen och vara nära spel i UEFA-cupen. Doll var än mer framgångsrik under den nästföljande säsongen då HSV var med i toppen av Bundesliga. HSV var den stora utmanaren till ligasuveränen Bayern München men tappade guldchansen i slutet av säsongen. HSV vann dock båda matcherna mot Bayern München men slutade till slut på en tredjeplats sedan man förlorat mot SV Werder Bremen som tog andraplatsen och därmed direktplatsen till UEFA Champions League.
HSV:s uppgång var ingen tillfällighet. Klubben hade gjort en medveten satsning för att ta sig tillbaka till Bundesliga-toppen efter flera år som anonymt mittenlag. Under managern Dietmar Beiersdorfer har HSV bland annat köpt den nederländske playmakern Rafael van der Vaart som direkt blev framgångsrik om än skadedrabbad. HSV har bytt ut stora delar av laget under senare år men framgångsrikt, HSV har köpt många utländska landslagsspelare till laget men fyller även på med egna talanger. Det tycks finnas en betydligt bättre stämning i laget än under tidigare år då HSV ofta setts som ett underpresterade lag. 
I juli 2006 meddelande HSV att man tänker bygga en kyrkogård vid arenan för HSV-fans. Kyrkogården ska ha 500 platser.

### Sportslig nedgång
Det gamla storlaget HSV har de senaste säsongerna inte alls nått upp till de sportsliga målen och turbulens har rått i klubben. Frank Arnesen värvades från Chelsea för att som sportchef lyfta HSV men framgångarna uteblev och Arnesen fick gå. Säsongen 2012–2013 blev det en sjundeplats men säsongen 2013–2014 eskalerade problemen då klubben sparkade både Thorsten Fink och Bert van Marwijk som tränare under pågående säsong. Ersättare blev Mirko Slomka. Klubben fick efter en rad svaga resultatet till slut kvala och hängde kvar via 0–0 och 1–1 mot Greuther Fürth.
Säsongen 2017/2018 slutade HSV på 17:e plats och därmed flyttas laget ner till 2. Fußball-Bundesliga. Detta innebär samtidigt att HSV blir det tredje laget efter Nottingham Forest och Aston Villa som har vunnit Europacupen men som inte spelar i sitt lands högsta division.

## Derbyn
HSV dominerar i Hamburg men FC St. Pauli har fått flera fans som en alternativ förening med stark underdog-stämpel. FC St. Pauli har gjort enstaka inhopp i Bundesliga genom åren att jämföra med HSV som alltid spelat där. Derbyna blir dock en skön blandning av två helt olika klubbar från samma stad. Förutom detta spelar man så kallade Nord-derbyn mot Werder Bremen. 

## Museum
HSV har skapat ett eget museum i anslutning till Volksparkstadion.

## Idrottssektioner
HSV är mest känd som en fotbollsklubb men har en rad andra idrotter på programmet: badminton, basket, bowling, cricket, ishockey, gymnastik, handboll, landhockey och karate. 

## Spelare

### Spelartrupp
| 1  | Portugal | Daniel Heuer Fernandes | 13 november 1992 | Darmstadt (-19)      |
| 12 | Tyskland | Tom Mickel             | 19 april 1989    | Greuther Fürth (-15) |
| 16 | Sverige  | Marko Johansson        | 25 augusti 1998  | Malmö FF (-21)       |
| 40 | Tyskland | Leo Oppermann          | 28 augusti 2001  | Union Berlin (-20)   |

| 2  | Tyskland | Jan Gyamerah       | 18 juni 1995     | Bochum (-19)          |
| 3  | Tyskland | Moritz Heyer       | 4 april 1995     | Osnabrück (-20)       |
| 4  | Tyskland | Sebastian Schonlau | 5 augusti 1994   | Paderborn (-21)       |
| 21 | Tyskland | Tim Leibold        | 30 november 1993 | Nürnberg (-19)        |
| 27 | Tyskland | Josha Vagnoman     | 11 december 2000 | Hamburger SV          |
| 28 | Schweiz  | Miro Muheim        | 24 mars 1998     | St. Gallen (-21)      |
| 34 | Tyskland | Jonas David        | 8 mars 2000      | Hamburger SV          |
| 35 | Tyskland | Stephan Ambrosius  | 18 december 1998 | Hamburger SV          |
| 41 | Tyskland | Maximilian Rohr    | 27 juni 1995     | Carl Zeiss Jena (-20) |
| 44 | Kroatien | Mario Vušković     | 16 november 2001 | Hajduk Split (-21)    |

| 6  | Tyskland      | David Kinsombi | 12 december 1995 | Holstein Kiel (-19)   |
| 8  | England       | Tommy Doyle    | 17 oktober 2001  | Manchester City (-21) |
| 10 | Tyskland      | Sonny Kittel   | 6 januari 1993   | Ingolstadt (-19)      |
| 14 | Nederländerna | Ludovit Reis   | 1 juni 2000      | Barcelona B (-21)     |
| 18 | Gambia        | Bakery Jatta   | 6 juni 1998      | Hamburger SV          |
| 23 | Tyskland      | Jonas Meffert  | 4 september 1994 | Holstein Kiel (-21)   |
| 36 | Finland       | Anssi Suhonen  | 14 januari 2001  | KäPa (-17)            |

| 9  | Tyskland | Robert Glatzel     | 8 januari 1994  | Cardiff City (-21)   |
| 11 | Danmark  | Mikkel Kaufmann    | 3 januari 2001  | FC Köpenhamn (-21)   |
| 19 | Tyskland | Manuel Wintzheimer | 10 januari 1999 | Bayern München (-18) |
| 22 | Tyskland | Robin Meissner     | 8 oktober 1999  | St. Pauli (-20)      |

Not: Spelare i kursiv stil är inlånade.

### Utlånade spelare
| Nr | Land     | Pos | Namn                                                |
| -- | -------- | --- | --------------------------------------------------- |
|    | Tyskland | MF  | Aaron Opoku (i Osnabrück till 30 juni 2022)[        |
|    | Tyskland | MF  | Ogechika Heil (i Go Ahead Eagles till 30 juni 2022) |

| Nr | Land    | Pos | Namn                                                    |
| -- | ------- | --- | ------------------------------------------------------- |
|    | England | MF  | Xavier Amaechi (i Bolton Wanderers till 1 januari 2022) |

### Kända spelare
Uwe Seeler anses allmänt som HSV:s största spelare genom tiderna.
- Uwe Seeler
- Manfred Kaltz
- Horst Hrubesch
- Felix Magath
- Willi Schulz
- Oliver Bierhoff
- Uli Stein
- Ditmar Jakobs
- Wolfgang Rolff
- Anthony Yeboah
- Hans-Jörg Butt
- Kevin Keegan
- Sergej Barbarez
- Ruud Van Nistelrooy
- Zé Roberto
- Rafael van der Vaart
- Nigel de Jong
- Vincent Kompany
- Joris Mathijsen

### Svenska spelare
- Niclas Kindvall (1995)
- Martin Dahlin (1998–1999)
- Marcus Berg (2009–2013)
- Albin Ekdal (2015–2018)
- Nabil Bahoui (2016–2017)

## Tränare
I urval.
- Arkoc Özcan
- Branko Zebec
- Aleksandar Ristic
- Ernst Happel
- Benno Möhlmann
- Felix Magath
- Frank Pagelsdorf
- Kurt Jara
- Klaus Toppmöller
- Thomas Doll
- Huub Stevens
- Martin Jol
- Thorsten Fink
- Mirko Slomka
- Josef Zinnbauer